# Abbazia di Saint-Pé-de-Bigorre
L'abbazia di Saint-Pé-de-Bigorre, conosciuta anche col nome di Saint-Pé de Geyres o ancora Saint-Pé de Génerès, è una vecchia abbazia benedettina, declassata a chiesa parrocchiale, del paese di Saint-Pé-de-Bigorre.

## Storia e struttura
L'abbazia fu fondata nel 1022 da alcuni monaci provenienti da Saint-Sever-de-Rustan: appartenente all'ordine di Cluny, acquistò rapidamente importanza in quanto si trovava sulla via del cammino per Santiago di Compostela. L'intero complesso fu quindi consacrato nel 1096 a san Pietro e Paolo, proprio come l'abbazia di Cluny e subì importanti lavori d'ampliamento durante il XII secolo. Il monastero risentì fortemente dell'impulso negativo delle guerre di religioni e venne saccheggiato nel 1569: a tale evento si aggiunse poi un violento terremoto circa cento anni dopo, precisamente nel 1661, che danneggiò gravemente la struttura, provocando anche il crollo della cupola del transetto; l'abbazia fu ricostruita in forma più modesta tra il 1676 ed il 1681. Il 7 settembre 1977 è stata declassata a chiesa parrocchiale e nel 2002 è stata dichiarata monumento storico.
L'abbazia ha una lunghezza di sessantacinque metri e si presenta per lo più in stile romanico, anche se comunque si notano i resti degli stili della primitiva costruzione e delle continue modifiche: la parte ovest dell'edificio è di forma rettangolare, sormontata da una torre con lanterna in stile moresco, ed era riservata ai monaci, mentre nella parte est, riservata ai fedeli, si apre la chiesa, formata da una navata centrale e due laterali. La chiesa inoltre possiede due cappelle nella parte orientale ed un portico in quella occidentale: al suo interno si conservano capitelli di colonne del chiostro e della chiesa antica, così come resti di un antico portale.